# Quiz King of Fighters
Quiz King of Fighters es un videojuego de quiz desarrollado por Saurus y editado por SNK en 1995 para Neo-Geo MVS, Neo-Geo AES y Neo-Geo CD (NGM 080).